# Live in New York City (John Lennon)
| Recensione                    | Giudizio     |
| ----------------------------- | ------------ |
| AllMusic                      | [ 2 ]        |
| MusicHound                    | [ 3 ]        |
| The Rolling Stone Album Guide | [ 4 ]        |
| Rolling Stone                 | (favorevole) |

Live in New York City è un album dal vivo di John Lennon pubblicato postumo. Venne assemblato sotto la supervisione della vedova di lui, Yōko Ono, e pubblicato nel 1986 come suo secondo disco ufficiale dal vivo dopo Live Peace in Toronto 1969.

## Il disco
Registrato il 30 agosto 1972 al Madison Square Garden di New York City, Lennon si esibì in due concerti, uno pomeridiano ed uno serale, per raccogliere fondi a favore delle associazioni che si occupavano dei bambini mentalmente disabili. I concerti vennero organizzati da John & Yoko dietro richiesta di Geraldo Rivera. Rivera introduce Lennon e la Ono all'inizio dell'album, e viene citato da Lennon durante una improvvisazione nelle liriche della prima canzone suonata, New York City.
I concerti di beneficenza, intitolati "One to One", comprendevano anche esibizioni di altri artisti oltre Lennon, inclusi Stevie Wonder, Roberta Flack e gli Sha-Na-Na, anche se le loro performance non compaiono sull'album.
Live in New York City cattura il primo concerto pubblico di John Lennon avvenuto dopo la pubblicazione del contraddittorio Some Time in New York City, che era stato un insuccesso commerciale negli Stati Uniti. La band che accompagna Lennon e Yoko sul palco sono gli Elephant's Memory, che avevano già suonato in Some Time in New York City.
Sebbene le canzoni eseguite da Lennon attingano prevalentemente agli ultimi tre album del periodo pubblicati da lui (John Lennon/Plastic Ono Band, Imagine e Some Time in New York City), Lennon incluse nell'esibizione anche un brano dei Beatles, Come Together, e omaggiò Elvis Presley suonando Hound Dog prima di guidare il pubblico in una versione corale di Give Peace a Chance.
All'epoca della sua pubblicazione nel 1986, Yoko Ono fu criticata dagli ex membri della Elephant's Memory Band per aver scelto di utilizzare il concerto pomeridiano, secondo loro meno riuscito, rispetto alla performance serale.
Spezzoni dello show serale sono stati pubblicati nel box set John Lennon Anthology.
Live in New York City raggiunse la posizione numero 55 in classifica in Gran Bretagna, e la posizione numero 41 negli USA dove divenne disco d'oro.

## Tracce
Testi e musiche di John Lennon, eccetto dove indicato.
1. New York City – 3:38
2. It's So Hard – 3:18
3. Woman Is the Nigger of the World (John Lennon/Yōko Ono) – 5:30
4. Well Well Well – 3:51
5. Instant Karma! – 3:40
6. Mother – 5:00
7. Come Together (John Lennon/McCartney) – 4:21
8. Imagine – 3:17
9. Cold Turkey – 5:29
10. Hound Dog (Jerry Leiber/Mike Stoller) – 3:09
11. Give Peace a Chance – 1:00 (Originariamente accreditata a Lennon/McCartney, negli anni novanta la canzone è stata attribuita al solo Lennon)

## Formazione
- John Lennon: voce, chitarra, tastiera
- Yōko Ono: tastiera
- Jim Keltner: batteria
- Wayne "Tex" Gabriel: chitarra
- Gary Van Scyoc: basso
- Adam Ippolito: tastiera
- Richard Frank Jr.: batteria
- Stan Bronstein: sax